# Radrennbahn Weißensee

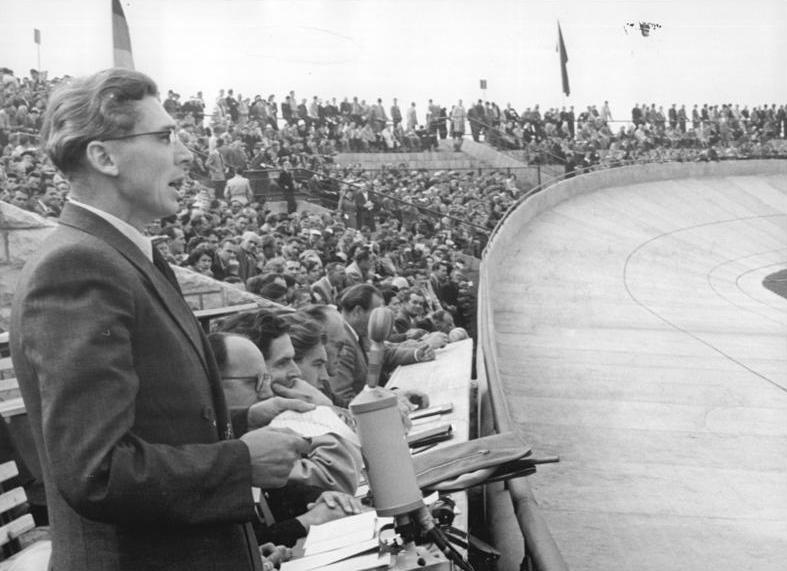
Eröffnungsrede des stellvertretenden Oberbürgermeisters Herbert Fechner

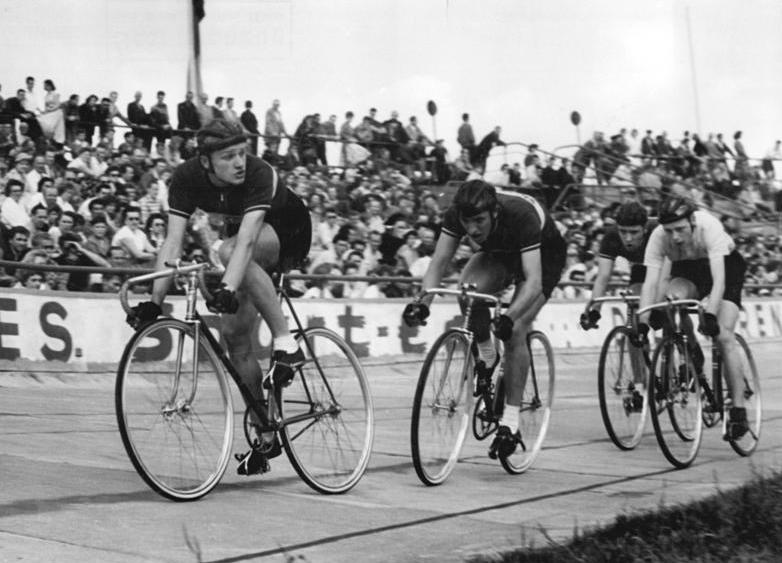
Berliner Bahnmeisterschaften 1958 auf der Radrennbahn Weißensee

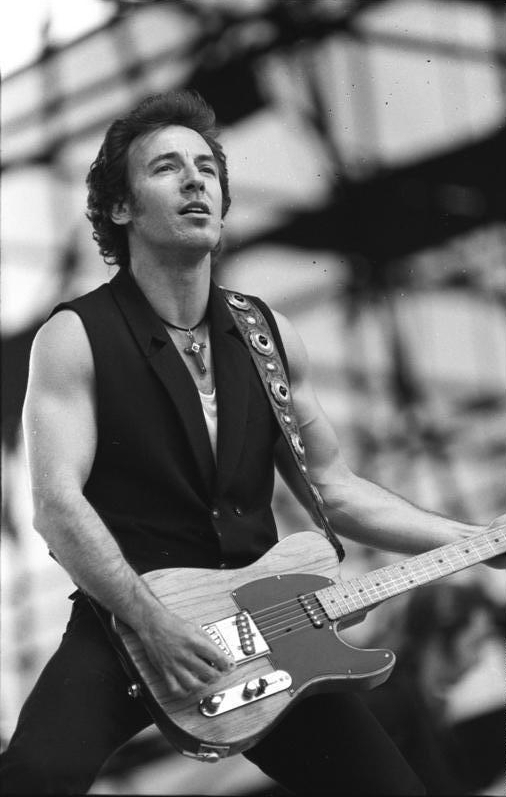
Bruce Springsteen während seines größten Live-Auftritts auf der Radrennbahn Weißensee, 19. Juli 1988

Die Radrennbahn Weißensee bezeichnet eine große Radrennbahn in Berlin-Weißensee und deren umliegendes Gelände. Der Rundkurs der Bahn betrug nach der klassischen Norm 333 m und wurde in Beton ausgeführt. Das gesamte Areal war wesentlich größer.

## Radrennen und Trabrennen
Die Radrennbahn wurde 1954/1955 auf dem Gelände der ehemaligen Trabrennbahn Weißensee erbaut und unter Verwendung von Trümmerschutt mit Tribünen für 9000 Zuschauer ausgestattet. Der Bau der Anlage wurde durch 6000 ehrenamtliche Aufbauhelfer unterstützt, alle Radsportvereine Berlins beteiligten sich daran. Sie wurde als Austragungsort von Sportwettkämpfen (wie „Berliner Bahnmeisterschaft“, „Großer Osterpreis“, „Goldenes Rad von Berlin“, DDR-Meisterschaften im Bahnradsport etc.) mit Rennrädern, Motocross-Maschinen oder Trialrädern benutzt. Die feierliche Einweihung der Bahn fand am 25. September 1955 vor 8000 Zuschauern statt. Zur Einweihung fuhren bekannte ehemalige Radsportler wie Oskar Michael, Willy Kutschbach, Oskar Tietz und Willi Funda eine Ehrenrunde. Das erste Rennen, ein Zweier-Mannschaftsfahren, gewannen Werner Malitz und Heinz Wahl.
Ab 1962 wurden nach 20-jähriger Pause auf dem Gelände auch wieder Reit- und Springturniere ausgerichtet. Die Radrennbahn Weißensee lag an der seit 1878  nach der ehemaligen Trabrennbahn benannten Rennbahnstraße.

Fotogalerie
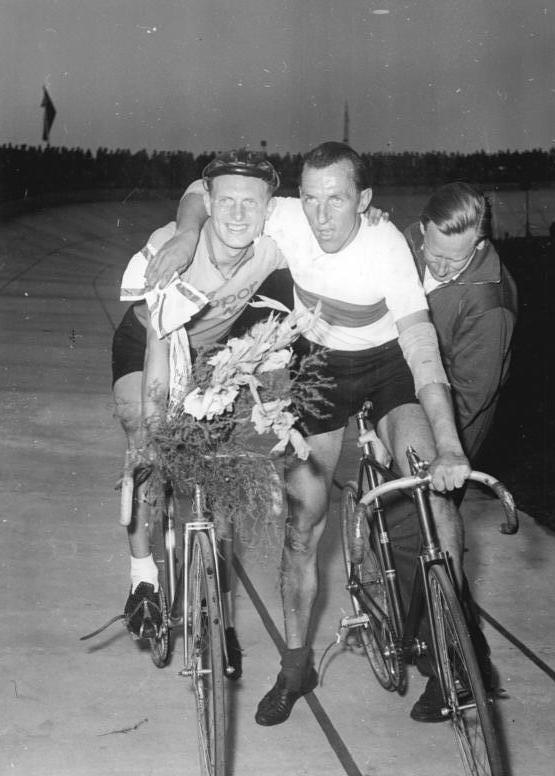
4000-Meter-Verfolgungsrennen am 25. September 1955, Sieger Fritz Jährling mit Dieter Lüder
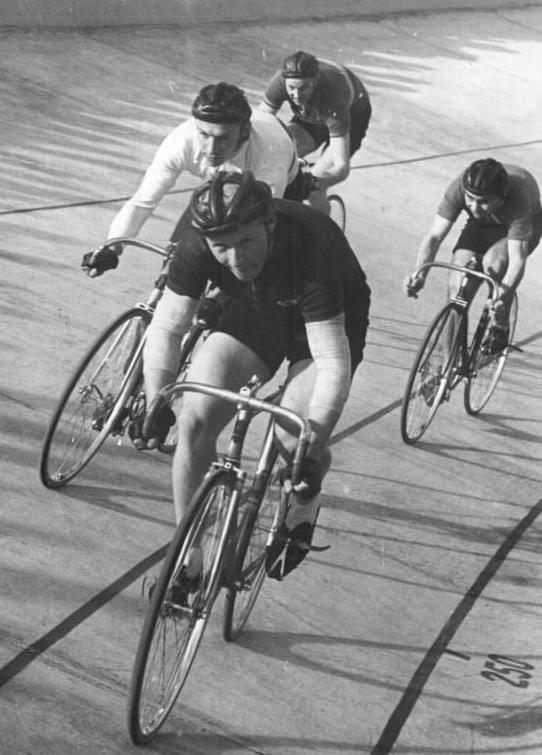
Großer Osterpreis am 2. April 1956 mit Werner Malitz (vorn) und Sieger Joachim Popke
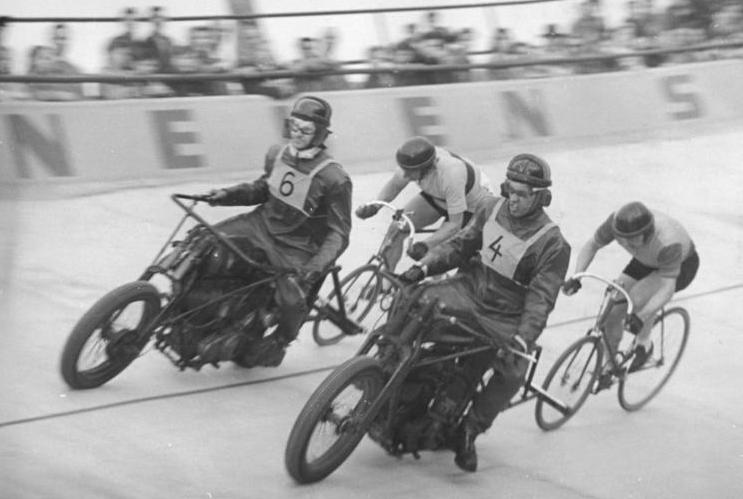
Dauerrennen bei den Berliner Straßenmeisterschaften am 14. Juni 1956 Fahrer Erich Stammer (4) und Keil (6) mit den Schrittmachern Rommel (4) und Reich
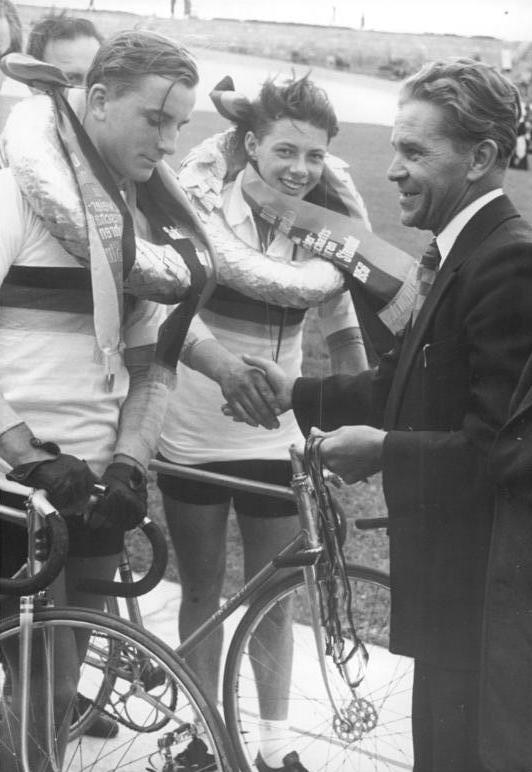
DRSV-Präsident Werner Scharch (r.) zeichnet die Sieger im Zweier-Mannschaftsfahren der Jugend aus, 1956
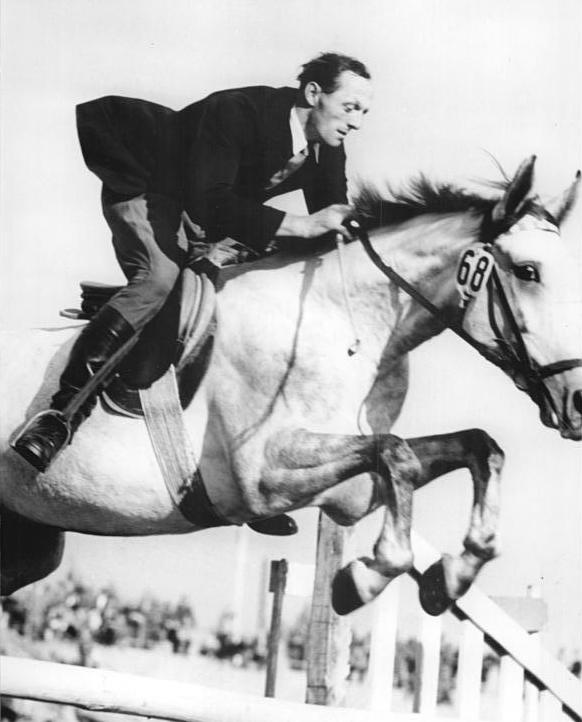
Erstes Reit- und Springturnier nach 20-jähriger Pause am 22. September 1962 (Abb. E. Becker)

## Nutzung für Musikfestival und Konzerte
Ab den späten 1980er Jahren wurde das Gelände der Radrennbahn Weißensee für Musikgroßveranstaltungen und mehrtägige Open-Air-Festivals genutzt. Am 1. Juni 1988 trat Joe Cocker hier auf, vom 16. bis 19. Juni 1988 fand hier das größte Rockfestival der DDR unter dem Namen „Friedenswoche der Berliner Jugend“ statt. Mit dabei waren u. a. The Wailers, James Brown, Fischer-Z, Rainbirds, Bots, Big Country, Marillion und DDR-Bands wie City und Die Zöllner; Katarina Witt und ihr späterer Manager Diether Dehm moderierten. Anlässlich des 25. Jahrestages widmete sich Radio Eins am 3. Oktober 2013 mit einer 12-stündigen Sondersendung Der Sommer 1988 diesem für DDR-Jugendliche einmaligen Musiksommer.
Wenig später, am 19. Juli 1988, gab hier der amerikanische Rockmusiker Bruce Springsteen mit der E-Street-Band während der Tunnel-of-Love-Tour das größte Solo-Konzert der DDR-Geschichte mit 160.000 offiziell verkauften Eintrittskarten à 20 Mark der DDR. Real waren es wohl 500 000 Besucher, weil durch den Ansturm der Massen die Ordnungskräfte kapitulierten und die Wege frei waren. Das waren 3 Prozent aller erwachsenen DDR-Bürger. Aus der ganzen Republik trampten die Fans zum Konzert oder kamen mit Bahn und Auto. Es war die größte Menschenansammlung in der Geschichte der DDR. Am Tag des Konzerts herrschte das schlimmste Verkehrschaos in der Geschichte der DDR.
Es war zugleich Springsteens größter Live-Auftritt und beruhte nicht zuletzt auf seinem Wunsch, einmal „auf der anderen Seite“ zu spielen. Offiziell wurde es durch den Veranstalter als „Konzert für Nikaragua“ benannt. Springsteen sagte den berühmten Satz zum Publikum:

„Es ist gut, in Ost-Berlin zu sein. Ich bin hier nicht für oder gegen irgendeine Regierung. Ich bin gekommen, um für euch Rock’n’Roll zu spielen, für euch Ost-Berliner, in der Hoffnung, dass eines Tages alle Barrieren umgerissen werden.“

Am 21. und 22. August 1989 gastierten acht bundesdeutsche Musiker, darunter Ulla Meinecke und Heinz-Rudolf Kunze, mit Begleitbands auf der Radrennbahn. Die Auftritte bildeten den Abschluss der Rockpoeten-Tour, die durch die DDR geführt hatte. Das Konzert vom 22. August hatte rund 120.000 Besucher und wurde live von der ARD übertragen.
Nach der Maueröffnung am 9. November 1989 traten die Rolling Stones parallel zu ihrer Urban Jungle Tour am 13. und 14. August 1990 in der Radrennbahn in Weißensee auf – es waren die einzigen Konzerte in Deutschland, die mit der eindrucksvollen Steel Wheels-Bühne der US-Tournee, die hierfür eigens aus den USA eingeflogen worden war, veranstaltet wurden. Aufgrund des deutlich höheren Eintrittspreises und verstärkter Sicherheitsvorkehrungen konnten Zuschauerzahlen wie bei Springsteen nicht erreicht werden. Zudem wurde zwischenzeitlich die D-Mark in der DDR als Zahlungsmittel eingeführt, so dass der Preisunterschied zum Springsteen-Konzert o. ä. nicht nur ein rein numerischer war.
Das letzte große Open-Air-Festival fand am 25. und 26. August 1990 unter Beteiligung von Jethro Tull, Gianna Nannini, den Toten Hosen, Alannah Myles, Peter Maffay, Chris de Burgh, Gary Moore, den Simple Minds und Tina Turner in Weißensee statt. Fünf Tage später trat auch David Bowie an der Radrennbahn auf.

## Heutige Nutzung
In den späten 1990er Jahren wurden der Rundkurs und die Zuschauertribünen der Radrennbahn abgerissen. Heute befinden sich auf der ehemaligen Radrennbahn hinter einem rostigen Eisenzaun zwei Baseball-Felder der „Roadrunners Berlin“, ein kleines Fußballstadion und eine Leichtathletikbahn. Zum gesamten Sportkomplex der heutigen Sportanlage Rennbahnstraße gehören im hinteren Teil eine Bogenschützenanlage, ein modernes Kunstrasen-Fußballfeld, ein Hockey-/Fußballplatz mit Kunstrasenteppich, ein Rasenfußballplatz sowie eine Volleyballspielfläche. Außerdem findet man hier für den Freizeitsport einen Skaterplatz, einen Verkehrsschulparcours und Diskgolfkörbe. Zu den Hauptnutzern der Sportanlage gehört unter anderem der SV Blau-Gelb Berlin e. V. mit seinen Abteilungen Fußball und Hockey.
Inzwischen befindet sich die 49. Grundschule von Berlin-Pankow dort.